# 長野祐也の政界キーパーソンに聞く
『長野祐也の政界キーパーソンに聞く〜21世紀日本への提言〜』（ながのすけなりのせいかいキーパーソンにきく にじゅういっせいきにっぽんへのていげん）は、2000年4月から2019年3月31日まで毎週日曜に放送されていたアール・エフ・ラジオ日本制作の箱番組である。
同じく政治評論家・長野祐也がパーソナリティーを務めるスピンオフ番組『長野祐也の医療界キーパーソンに聞く』（2013年4月1日開始）についても記述する。
その後、長野が2018年6月25日に死去したため、10月改編をもって「長野祐也」の冠を外して、『政界キーパーソンに聞く』『医療界キーパーソンに聞く』にタイトルが改められた。いずれも2019年3月をもって放送終了となった。

## 政界キーパーソンに聞く

### 概要
長野の持ち込み企画で、自らがパーソナリティを担当する。主に保守系政治家をゲストに招きインタビューする形式である。国会議員らが、近年の国政・社会問題とその課題克服のために何をなすべきかを語り、また政治家の素顔にも迫っていく。盆暮れや国政選挙の前後は政治家が多忙なため、新聞社の編集委員を迎えて対談したり、同局の報道部長（過去に山本治、高倉亨）や系列局の日本テレビ放送網元記者・小栗泉が聞き手役となって、逆に長野にインタビューする形を採る場合がある。また、読売新聞特別編集員の橋本五郎や朝日新聞特別編集員の星浩、毎日新聞特別顧問の松田喬和は準レギュラー的な存在として、年初恒例のスペシャルゲストとして共に出演している。
不定期な恒例としては、大規模国政選挙投票の当該週と次週は、RFラジオ日本記者が長野にインタビューする仕立てでの選挙戦分析を、年末は同じくRF記者との1年の政治についての総集編トークを、年始の2回分は橋本らゲストに迎えた新年の政治展望トークを放送する。なお2013年年末の12月29日の放送では、「放送開始15周年記念特別企画」と称して、現役の内閣総理大臣である安倍晋三をスペシャルゲストとして招き、長野と対談を行った。
原則は2本まとめ撮りであり、同一ゲストが2週連続出演する。まれに1週完結形式の放送回もある。内容は『日本が動く時 - 政界キーパーソンに聞く』（PART 1 - 9）に纏められ、ぎょうせいから自費出版扱いで既刊。

### ネット局・放送時間
2014年12月現在
- RFラジオ日本：毎週日曜日 8:45 - 9:15
箱根駅伝・東京マラソン[注 4]の実況中継と重なる時は、中継終了後に繰り下げて放送。
- ラジオ関西：毎週日曜日 18:00 - 18:30[注 5]
2004年4月からネット開始。
2005年度ナイターイン期は、日曜17:55 - 18:25。そのため『ラジオ関西ジャイアンツナイター』の開始時間が18:25からの飛び乗り（『ラジオ日本ジャイアンツナイター』のマイクロネット）となった。
この番組と文化放送の『ラジオふるさと便』をネットしている影響で、『サンデージャイアンツプライド』はネットされていない。また、香港競馬等の特番が放送される場合は、放送開始時間が遅くなる。
- 九州朝日放送：毎週日曜日 10:15 - 10:45（2007年4月よりネット開始　2015年10月より富田薫の朝はのんびりに内包）[注 6]
開始当初は10:10-10:40
- 南日本放送：毎週日曜日 8:00 - 8:30

過去
- 北海道放送
2008年4月改編から、毎週日曜日 20:30 - 21:00[注 7]に放送していた。同年9月28日放送分をもって打ち切りとなった。
- 山形放送：毎週日曜日 7:30 - 8:00
- 北日本放送：毎週日曜日 8:00 - 8:30
- ぎふチャン（岐阜放送）：毎週日曜日 8:00 - 8:30 
32時間SP放送の際は放送休止。

### テーマ曲
- オープニング：T-SQUARE「PIOGGIA DI CAPRI」（1996年のアルバム『B.C. A.D.～Before Christ & Anno Domini～』に収録）
- エンディング：アール・クルー「ダンス・ウィズ・ミー」（1977年のアルバム『Finger Paintings』に収録[注 8]。なお、オリジナルはオーリアンズである。）

### 備考
- 2008年7月、川崎医科大学（倉敷市）の裏口入学疑惑に長野が直接関与していた事実が報道で明らかになり、文部科学省が調査に乗り出し関係者に厳重注意処分を下す事態が発生したが、番組は休止することなく存続した[1][2]。

## 医療界キーパーソンに聞く

### 概要
2013年4月1日（ラジオ日本）から、本番組からのスピンオフ番組となる『長野祐也の医療界キーパーソンに聞く』（ながのすけなりのいりょうかいキーパーソンにきく）が放送される。これは、長野が元川崎医科大学客員教授、厚生政務次官であったことや、基企画である本番組にも度々医療関係者をゲストに迎えていたことから企画されたものである。医師・病院・医学といった医療関係者や、放送の内容により厚生労働省の関係者をゲスト（これも基本は2週をひとくくり）に迎えて、健康・医療・医学・介護関係の問題点を探るトーク番組である。
この番組も、放送時間がネット局ごとによって朝と夜とに分かれている。

### ネット局・放送時間
- 2013年4月1日 - 終了時期不明
  - ラジオ日本（月曜 21:30 - 22:00　2019年3月現在の当該枠は「ひろ子とみどりのミュージックサロン」）
- 2013年4月1日 -
  - 南日本放送（日曜 18:30 - 19:00）[注 11]
- 2013年4月7日 - 
  - ラジオ関西（日曜 8:30 - 9:00）[注 5]
  - RKBラジオ（日曜 11:30 - 12:00）[注 6]

## 長野の逝去とシリーズの終了
長野は2018年4月ごろより体調の悪化により番組を休養することが増え、『――政界』については同年5・6月の一部の回で、ラジオ日本の高倉亨ニュースデスクがインタビュアーを代行し、当初予定していたゲストの一部を、橋本五郎に変更する処置も取った。長野死去後最初の放送となる2018年7月1日放送の回では冒頭に高倉から追悼のコメントを述べるとともに、橋本を交えた追悼特番とした。その後は高倉、橋本をパーソナリティーとしていた。
『――医療界』は同年5月28日・6月4日の株式会社ラーニング・ロード代表取締役社長・宍戸芳雄をゲストに迎えた回については、順天堂大学医学部教授・小林弘幸が聞き手役を務めた。また長野が死去した当日直後にあたる同年6月25日放送の公益社団法人日本薬剤師会 副会長・森昌平と、その次週に当たる同年7月2日の同役職・田尻泰典の出演した番組については、同年5月30日収録した旨をアナウンスした。その後7月中は過去のアンコール放送となったのち8月から、小林、または国本佳江（山口放送出身のフリーアナウンサー）がパーソナリティーを務めて、新作を放送していた。なお最終月となった2019年3月の前半2回は、2018年4月に放送された長野と、内多勝康との対談のアンコールがあった。
いずれも、2019年4月改編で打ち切りとなり、3月の放送をもって『政界キーパーソンに聞く』は19年、『医療界キーパーソンに聞く』も6年のシリーズの歴史にそれぞれ幕を降ろした。